# Hrithik Roshan
Hrithik Roshan ([ˈrɪt̪ʰɪk ˈroːʃən];sinh 10 tháng Giêng 1974), diễn viên điện ảnh Ấn Độ. Các phim tiêu biểu: Kaho Naa... Pyaar Hai (2000), Fiza, Mission Kashmir (2000), Kabhi Khushi Kabhie Gham... (2001), Koi... Mil Gaya (2003), Krrish (2006), Dhoom 2 (2006), Jodhaa Akbar (2008), Guzaarish (2010), Zindagi Na Milegi Dobara (2011), Agneepath (2012).

## Các phim đã đóng
| Năm  | Phim                        | Vai diễn                            | Other notes                                                         |
| ---- | --------------------------- | ----------------------------------- | ------------------------------------------------------------------- |
| 1980 | Aasha                       | Sunny (Child artist)                |                                                                     |
| 1980 | Aap Ke Deewane              | Child artist                        |                                                                     |
| 1986 | Bhagwan Dada                | Govinda (Child artist)              |                                                                     |
| 2000 | Kaho Naa... Pyaar Hai       | Rohit/Raj Chopra                    | Filmfare Award for Best Actor Filmfare Award for Best Male Debut    |
| 2000 | Fiza                        | Amaan Ikramullah                    | Nominated—Filmfare Award for Best Actor                             |
| 2000 | Mission Kashmir             | Altaaf Khan                         |                                                                     |
| 2001 | Yaadein                     | Ronit Malhotra                      |                                                                     |
| 2001 | Kabhi Khushi Kabhie Gham... | Rohan Raichand                      | Nominated—Filmfare Award for Best Supporting Actor                  |
| 2002 | Aap Mujhe Achche Lagne Lage | Rohit                               |                                                                     |
| 2002 | Na Tum Jaano Na Hum         | Rahul Sharma                        |                                                                     |
| 2002 | Mujhse Dosti Karoge!        | Raj Khanna                          |                                                                     |
| 2003 | Main Prem Ki Diwani Hoon    | Prem Kishen Mathur                  |                                                                     |
| 2003 | Koi... Mil Gaya             | Rohit Mehra                         | Filmfare Award for Best Actor Filmfare Critics Award for Best Actor |
| 2004 | Lakshya                     | Karan Shergill                      | Nominated—Filmfare Award for Best Actor                             |
| 2006 | Krrish                      | Krishna Mehra (Krrish)/ Rohit Mehra | Nominated—Filmfare Award for Best Actor                             |
| 2006 | Dhoom 2                     | Aryan Singh/Mr.A                    | Filmfare Award for Best Actor                                       |
| 2006 | I See You                   |                                     | Special appearance in song "Subah Subah"                            |
| 2008 | Jodhaa Akbar                | Jalaluddin Mohammad Akbar           | Filmfare Award for Best Actor                                       |
| 2008 | Krazzy 4                    |                                     | Special appearance in song "Krazzy 4"                               |
| 2009 | Luck by Chance              | Ali Zaffar Khan                     |                                                                     |
| 2010 | Kites                       | Jai Singhania                       |                                                                     |
| 2010 | Guzaarish                   | Ethan Mascarenhas                   | Nominated—Filmfare Award for Best Actor                             |
| 2011 | Zindagi Na Milegi Dobara    | Arjun Saluja                        | Nominated—Filmfare Award for Best Actor                             |
| 2011 | Don 2                       |                                     | Special appearance                                                  |
| 2012 | Agneepath                   | Vijay Deenanath Chavan              |                                                                     |
| 2013 | Krrish 3                    | Krishna Mehra/Krrish                | [ 1 ]                                                               |
| 2019 | Super 30                    |                                     |                                                                     |
| 2019 | War]]                       |                                     |                                                                     |